# Horrocks Block
Der Horrocks Block ist ein großes und rechteckiges Kliff aus Sandstein an der Ostküste der westantarktischen Alexander-I.-Insel. Es ragt 3 km südwestlich der Keystone-Kliffs an der Nordflanke des Venus-Gletschers auf. 
Das britische Directorate of Overseas Surveys kartierte es in Zusammenarbeit mit dem United States Geological Survey anhand von Satellitenaufnahmen der NASA. Das UK Antarctic Place-Names Committee benannte es 1974 in Anlehnung an die Benennung des Venus-Gletschers nach dem englischen Astronomen Jeremiah Horrocks (1619–1641), der als Erster den Venustransit berechnet hatte.